# Quiralidad (matemáticas)

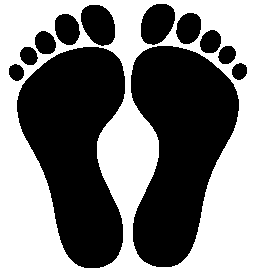
Las huellas izquierda y derecha son quiralmente enantiomorfas en el plano porque son entre sí como un original y su imagen en un espejo, además de no poseer ninguna simetría especular individualmente.

En geometría, se dice que una figura es quiral (o también que posee quiralidad) si no es idéntica a su imagen en un espejo, o, más exactamente, si no puede ser ajustada a su imagen especular mediante rotaciones y traslaciones solamente.
De forma intuitiva, se pueden asociar los términos quiralidad y asimetría. Un objeto que no es quiral se denomina aquiral. En tres dimensiones, no todo objeto aquiral posee un plano de simetría. Por ejemplo, un objeto tridimensional con un centro de inversión como su única simetría no trivial, es aquiral, pero no posee ningún plano de simetría.
Un objeto quiral y su imagen especular se dice que son enantiomorfos. La palabra quiralidad se deriva del griego χείρ, que significa mano, uno de los objetos quirales más familiares. La palabra enantiomorfo procede del griego ἐναντίος (enantios) opuesto + μορφή (morphe) forma.  Una figura no quiral se denomina aquiral o anfiquiral.

## Ejemplos
| S | Z |
| - | - |

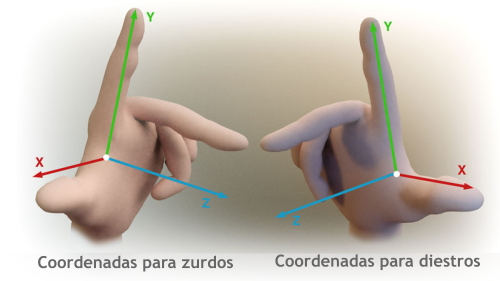
Reglas de las manos izquierda y derecha en tres dimensiones

Algunos objetos quirales tridimensionales, como las hélices, pueden clasificarse de acuerdo con su lateralidad según la regla de la mano derecha.
Muchos otros objetos familiares exhiben la misma simetría quiral del cuerpo humano, como guantes y zapatos. Los zapatos derechos difieren de los zapatos izquierdos solo por ser imágenes especulares unos de los otros. En contraste, los guantes finos no pueden ser considerados estrictamente quirales si se pueden llevar con el interior hacia fuera.
Las formas de tetrominoes en J, L, S y Z del popular videojuego Tetris también poseen quiralidad, pero solo en un espacio bidimensional. Individualmente, no muestran ninguna simetría especular en el plano.

## Quiralidad y grupo de simetría
Una figura es aquiral si y solo si su grupo de simetría posee al menos una isometría de orientación invertida. (En geometría euclidiana, cualquier isometría puede ser definida como {\displaystyle v\mapsto Av+b}, siendo {\displaystyle A}
una matriz ortogonal y {\displaystyle b} un vector. El determinante de {\displaystyle A} puede  valer 1 o -1. Si es −1, se dice que la isometría invierte la orientación, en caso contrario, se dice que preserva la orientación).
Para una definición matemática completa de quiralidad, consúltese la referencia adjunta.

## Quiralidad en tres dimensiones

Pareja de dados quirales (enantiomorfos)

En tres dimensiones, cada figura que posee un plano de simetría S1, una inversión con centro de simetría S2, o el eje de simetría de una rotación impropia más alta (rotoreflexión) Sn, es aquiral. (Un plano de simetría de una figura {\displaystyle F} es un plano {\displaystyle P}, tal que {\displaystyle F} es invariante bajo la transformación {\displaystyle (x,y,z)\mapsto (x,y,-z)}, cuando {\displaystyle P} es elegido como el plano {\displaystyle x}-{\displaystyle y} del sistema de coordenadas. Un centro de simetría de una figura {\displaystyle F} es un punto {\displaystyle C}, tal que {\displaystyle F} es invariante bajo la transformación {\displaystyle (x,y,z)\mapsto (-x,-y,-z)}, cuando {\displaystyle C} es elegido como el origen del sistema de coordenadas).
Debe notarse que aun así, existen formas quirales que carecen tanto de plano como de centro de simetría. Un ejemplo es la figura
{\displaystyle F_{0}=\left\{(1,0,0),(0,1,0),(-1,0,0),(0,-1,0),(2,1,1),(-1,2,-1),(-2,-1,1),(1,-2,-1)\right\}}
que es invariante bajo la isometría de orientación invertida {\displaystyle (x,y,z)\mapsto (-y,x,-z)} aquiral, aunque carece de plano o centro de simetría. La figura
{\displaystyle F_{1}=\left\{(1,0,0),(-1,0,0),(0,2,0),(0,-2,0),(1,1,1),(-1,-1,-1)\right\}}
también es aquiral porque el origen es un centro de simetría, pero  carece de un plano de simetría.
Nótese que las figuras aquirales también pueden poseer un eje de simetría central.

## Quiralidad en dos dimensiones

El brazalete coloreado situado en el medio es quiral en dos dimensiones, los otros dos son aquirales. Las imágenes izquierda y derecha contienen un eje de reflexión horizontal.

En dos dimensiones, cada figura que posee un eje de simetría es aquiral, y  puede demostrarse que cada figura aquiral acotada posee un eje de simetría. (Un eje de simetría de una figura {\displaystyle F} es una línea {\displaystyle L}, tal que {\displaystyle F} es invariante bajo la transformación {\displaystyle (x,y)\mapsto (x,-y)}, cuando {\displaystyle L} es elegido como el eje {\displaystyle x} del sistema de coordenadas). Por este motivo, un triángulo es aquiral si es equilátero o isósceles, y es quiral si es escaleno.
Considérese el patrón siguiente:
Esta figura es quiral, dado que no es idéntica a su imagen especular:
Pero si se prolonga el patrón en ambas direcciones indefinidamente, se obtiene una figura aquiral (ilimitada) que carece de eje de simetría. Su grupo de simetría es un friso, un grupo generado por una única reflexión con desplazamiento.

## Teoría de nudos
Un nudo se denomina aquiral si puede ser deformado sin discontinuidades hasta acomodarse a su imagen especular. En caso contrario, se denomina un nudo quiral.  Por ejemplo, un anillo y un "ocho" son figuras aquirales, mientras que un nudo en forma de trébol es quiral.